# Petneházi Márk
Petneházi Márk (Hódmezővásárhely, 1988. október 4.–), magyar labdarúgó.

## Pályafutása
Édesapja is labdarúgó volt az NB II-es szarvasi csapatban. Általános iskolában orosházi utánpótlás együttesekben játszott, a gimnáziumot viszont már Budapesten kezdte el, és a Grund 1986 FC-ben folytatta a labdarúgást. Két év után edzője, id. Buzsáky Ákos segítségével szerződött a Plymouth Argyle utánpótlás csapatába, ahol 2 évet töltött.
Ezután visszatért Magyarországra, az NB II-es Orosháza FC csapatához. Őszi teljesítményével több csapat figyelmét is felkeltette, 2008 januárjában a DVSC-nél, februárban az FTC-nél próbálkozott, de nem kapott szerződést.
2008 nyarán 5 éves szerződést kötött a ZTE csapatával. Első gólját új csapata színeiben 2008. július 19-én szerezte az UTA Arad elleni edzőmeccsen, amelyet az ő két góljával nyertek meg.
2010 őszén kölcsönbe visszatért az Orosházához, amely 2011 telén végleg megvásárolta.
2013-ban a Mezőkövesd csapatába igazolt, majd 2014 januárjában a másodosztályú Dunaújvárosi PASE csapatához igazolt.
2016 július 22-én a másodosztályú BFC Siófok szerződtette. 2018 novemberében a klub szerződést bontott Petneházival.
2019. február 1-jén a harmadosztályú III. Kerületi TVE szerződtette. A 2019-2020-as szezonban tizenklienc alkalommal lépett pályára a harmadosztályban. 2020 nyarán az NB II-es Budaörsi SC játékosa lett.
2022 nyarán szerződése lejárta után elhagyta az együttest. Budaörsi színekben 66 meccsen 11 gólt szerzett.

## Sikerei, díjai
ZTE
- Magyarkupa-döntős: 2010